# Kostadin Dirilgerow
Kostadin Dirilgerow (bulgarisch Костадин Дирилгеров; * 1898; † unbekannt) war ein bulgarischer Radrennfahrer.

## Sportliche Laufbahn
1924 gewann er die erste Austragung der heimischen Bulgarien-Rundfahrt zeitgleich mit Georgi Abadschiew. Dirilgerow gewann drei Etappen der Rundfahrt. 